# Simone Velzeboer
Simone Velzeboer (Oud Ade, 15 april 1967) is een Nederlandse voormalig shorttrackster en langebaanschaatsster.
In 1988 nam Velzeboer deel aan het Olympisch shorttrack-toernooi, dat in dat jaar een demonstratiesport was.
In 1992 op de Olympische Winterspelen in Albertville startte ze op de shorttrack-onderdelen 500 meter en 3000 meter.
In seizoen 1991/92 nam Velzeboer deel aan de WK Shorttrack.
Simone Velzeboer is de zus van shorttrackers Monique Velzeboer, Mark Velzeboer en Alexander Velzeboer. Ook haar nichtjes Xandra Velzeboer en Michelle Velzeboer (de dochters van Mark) zijn shorttracksters.

## Records

### Persoonlijke records[6]
| Afstand    | Tijd    | Datum           | Baan       |
| ---------- | ------- | --------------- | ---------- |
| 500 meter  | 44,84   | 5 januari 1986  | Utrecht    |
| 1000 meter | 1.31,02 | 4 januari 1986  | Utrecht    |
| 1500 meter | 2.21,40 | 25 januari 1986 | Heerenveen |
| 3000 meter | 4.58,60 | 26 januari 1986 | Heerenveen |